# Cantó d'Issy-l'Évêque
El cantó d'Issy-l'Évêque és un cantó francès del departament de Saona i Loira, situat al districte d'Autun. Té 7 municipis i el cap és Issy-l'Évêque.

## Municipis
- Cressy-sur-Somme
- Cuzy
- Grury
- Issy-l'Évêque
- Marly-sous-Issy
- Montmort
- Sainte-Radegonde

## Història
| Data d'elecció                           | Identitat          | Partit                     | Qualitat |
| ---------------------------------------- | ------------------ | -------------------------- | -------- |
| 1945-1960                                | Jean Larue         | SFIO                       |          |
| 1960-2004                                | André Pourny       | Divers droite, després UDR |          |
| 2004-2007                                | Jean-Luc Perraudin | UMP                        |          |
| 2007-                                    | Édith Perraudin    | UMP                        |          |
| les dades anteriors no són pas conegudes |                    |                            |          |
|                                          |                    |                            |          |

## Demografia
| A partir de 1990: Població sense dobles comptes |